# Baltic Basketball League
Baltic Basketball League (BBL) är en herrbasketserie, skapad inför säsongen 2004/2005. Den omfattar lag i Östersjöregionen samt Kazakstan.

## Vinnare

### Elitdivisionen
| Säsong    | Etta            | Tvåa            | Finalresultat, första mötet | Finalresultat, andra mötet | Värdort             |
| --------- | --------------- | --------------- | --------------------------- | -------------------------- | ------------------- |
| 2004/2005 | Žalgiris Kaunas | Lietuvos rytas  | 64–60                       | –                          | Vilnius             |
| 2005/2006 | Lietuvos rytas  | Žalgiris Kaunas | 86–74                       | –                          | Tallinn             |
| 2006/2007 | Lietuvos rytas  | Žalgiris Kaunas | 81–77                       | –                          | Rīga                |
| 2007/2008 | Žalgiris Kaunas | Lietuvos rytas  | 86–84                       | –                          | Šiauliai            |
| 2008/2009 | Lietuvos rytas  | Žalgiris Kaunas | 97–74                       | –                          | Tartu               |
| 2009/2010 | Žalgiris Kaunas | Lietuvos rytas  | 73–66                       | –                          | Vilnius             |
| 2010/2011 | Žalgiris Kaunas | VEF Rīga        | 75–67                       | –                          | Kaunas              |
| 2011/2012 | Žalgiris Kaunas | Lietuvos rytas  | 74–70                       | –                          | Šiauliai            |
| 2012/2013 | Ventspils       | Prienai         | 91–69                       | 70–73                      | Prienai & Ventspils |

### Challenge Cup
| Säsong    | Etta                | Tvåa           | Finalresultat, första mötet | Finalresultat, andra mötet | Värdort              |
| --------- | ------------------- | -------------- | --------------------------- | -------------------------- | -------------------- |
| 2007/2008 | Nevėžis             | VEF Rīga       | 81–68                       | –                          | Rīga                 |
| 2008/2009 | Sakalai             | VEF Rīga       | 84–77                       | –                          | Utena                |
| 2009/2010 | Norrköping Dolphins | Rūdupis        | 77–87                       | 107–72                     | Prienai & Norrköping |
| 2010/2011 | Juventus            | KK Kaunas      | 87–81                       | 89–72                      | Kaunas & Utena       |
| 2011/2012 | Lietkabelis         | Rakvere Tarvas | 89–74                       | 71–82                      | Rakvere & Panevėžys  |

### BBL Cup
| Säsong | Etta               | Tvåa               | Finalresultat | Värdort   |
| ------ | ------------------ | ------------------ | ------------- | --------- |
| 2008   | Lietuvos rytas     | Barons/LMT         | 80–78         | Rīga      |
| 2009   | Žalgiris Kaunas    | Lietuvos rytas     | 83–78         | Kaunas    |
| 2010   | Tartu Ülikool/Rock | Lietuvos rytas     | 61–57         | Tartu     |
| 2011   | VEF Rīga           | Tartu Ülikool      | 95–69         | Tartu     |
| 2012   | Rakvere Tarvas     | Liepāja/Triobet    | 80–71         | Rakvere   |
| 2013   | Nevėžis            | Tartu Ülikool/Rock | 82–64         | Kėdainiai |